# Finale UEFA Europa League 2017
De UEFA Europa Leaguefinale van het seizoen 2016/17 was de achtste finale in de geschiedenis van het toernooi. De wedstrijd werd gespeeld op 24 mei 2017 in de Friends Arena in Solna. Manchester United won met 0–2 van Ajax.

## Organisatie
Op 30 juni 2015 koos de UEFA Executive Committee de Friends Arena in Solna als locatie voor de Europa Leaguefinale van 2017.
Het stadion werd in 2012 geopend als de opvolger van het Råsundastadion, het nationale stadion dat een kilometer verder lag in Solna. Sindsdien is de Friends Arena de thuishaven van het Zweeds voetbalelftal. Sinds 2013 wordt het stadion ook gebruikt door AIK Fotboll. De Friends Arena beschikt over meer dan 50.000 plaatsen en een uitschuifbaar dak.
De stad Solna heeft een uitgebreide voetbalgeschiedenis. In 1912 werd het vroegere Råsundastadion gebruikt voor onder meer de voetbalwedstrijden van de Olympische Spelen. In 1958 werd ook de WK-finale in Solna gespeeld. Het Brazilië van stervoetballer Pelé won toen met 5–2 van gastland Zweden. In 1995 ging ook de finale van het WK voor vrouwen in Solna door.
De Zweed Patrik Andersson, oud-speler van onder meer Bayern München en FC Barcelona, werd aangewezen als ambassadeur van de finale. De gewezen centrale verdediger werd twee keer verkozen tot Zweeds voetballer van het jaar. In 2001 won hij met Bayern de Champions League.
Doordat twee dagen voor de finale een aanslag gepleegd werd in Manchester werd de openingsceremonie voor de finale geschrapt. Er werd een minuut stilte gehouden voor de aftrap en de spelers van Manchester United droegen een rouwband.

## Voorgeschiedenis
Manchester United veroverde in 1968 onder leiding van manager Matt Busby zijn eerste Europese trofee. Het won toen in de finale van de Europacup I, de voorloper van de Champions League, met 4–1 van Benfica. In zowel 1999 als 2008 leidde de Schotse succescoach Alex Ferguson Manchester United opnieuw naar de beker met de grote oren. In de UEFA Cup raakte de Engelse club nooit verder dan de kwartfinale. In 1991 won Manchester wel de Europacup II. In de finale werd er toen dankzij twee goals van Mark Hughes met 2–1 gewonnen van het FC Barcelona van trainer Johan Cruijff. De laatste Europese finale van de Engelse club dateert van 2011. Manchester bereikte toen de Champions Leaguefinale, maar verloor daarin met 1–3 van Barcelona.
In 1969 verloor Ajax in de Europacup I-finale met 4–1 van AC Milan. Nadien wonnen de Amsterdammers onder leiding van sterspeler Johan Cruijff en met een dynamische speelstijl die bestempeld werd als totaalvoetbal drie jaar op rij de beker met de grote oren (1971, 1972, 1973). Begin jaren 1980 kende Ajax een terugval in Europa. De ommekeer kwam er opnieuw onder leiding van Cruijff. Als coach loodste hij Ajax in 1987 naar eindwinst in de Europacup II. In de finale werd Lokomotive Leipzig met 1–0 verslagen na een doelpunt van Marco van Basten. Een jaar later bereikte Ajax opnieuw de finale, maar verloor het van KV Mechelen. In 1992 trok Ajax ook in de UEFA Cup aan het langste eind. De Amsterdammers wonnen in de finale na twee gelijke spelen en op basis van uitdoelpunten van Torino. Het was de eerste Europese trofee onder leiding van trainer Louis van Gaal. In 1995 loodste de succescoach zijn jong elftal ook naar eindwinst in de Champions League. In de finale won Ajax met het kleinste verschil van AC Milan na een doelpunt van de toen achttienjarige Patrick Kluivert. Een jaar later stond het team van Van Gaal opnieuw in de finale van het kampioenenbal, maar werd er na strafschoppen verloren van Juventus.
Beide clubs hadden elkaar al twee keer getroffen in Europa. In het seizoen 1976/77 werd Ajax in de eerste ronde van de UEFA Cup uitgeschakeld door Manchester United. Ajax won de heenwedstrijd in het Olympisch Stadion met 1–0 na een goal van Ruud Krol. Twee weken weken later kwalificeerde Manchester United zich op Old Trafford voor de volgende ronde door met 2–0 te winnen dankzij doelpunten van Lou Macari en Sammy McIlroy. In 2011/12 waren de Amsterdammers ook in de tweede ronde van de Europa League niet voorbij de Engelse topclub geraakt. Ajax verloor in de heenwedstrijd voor eigen supporters met 0–2. Een week later werd er met 1–2 gewonnen op Old Trafford, maar dat was onvoldoende om door te stoten naar de 1/8 finale.
Manchester United-coach José Mourinho was als speler nooit actief op een hoog niveau. Als coach lanceerde hij zijn internationale carrière door in 2003 de UEFA Cup te veroveren met FC Porto. Een jaar later overtrof hij deze prestatie door ook de Champions League te winnen met de Portugese club en in 2010 loodste hij ook Internazionale naar de beker met de grote oren. Ajax-trainer Peter Bosz was als speler actief bij onder meer Feyenoord en schopte het ook tot Oranje. In zowel 1992 als 1996 bereikte hij met Feyenoord de halve finale van de Europacup II. Als coach kon hij zijn eerste trofee op het hoogste niveau winnen.

## Weg naar de finale

### Ajax

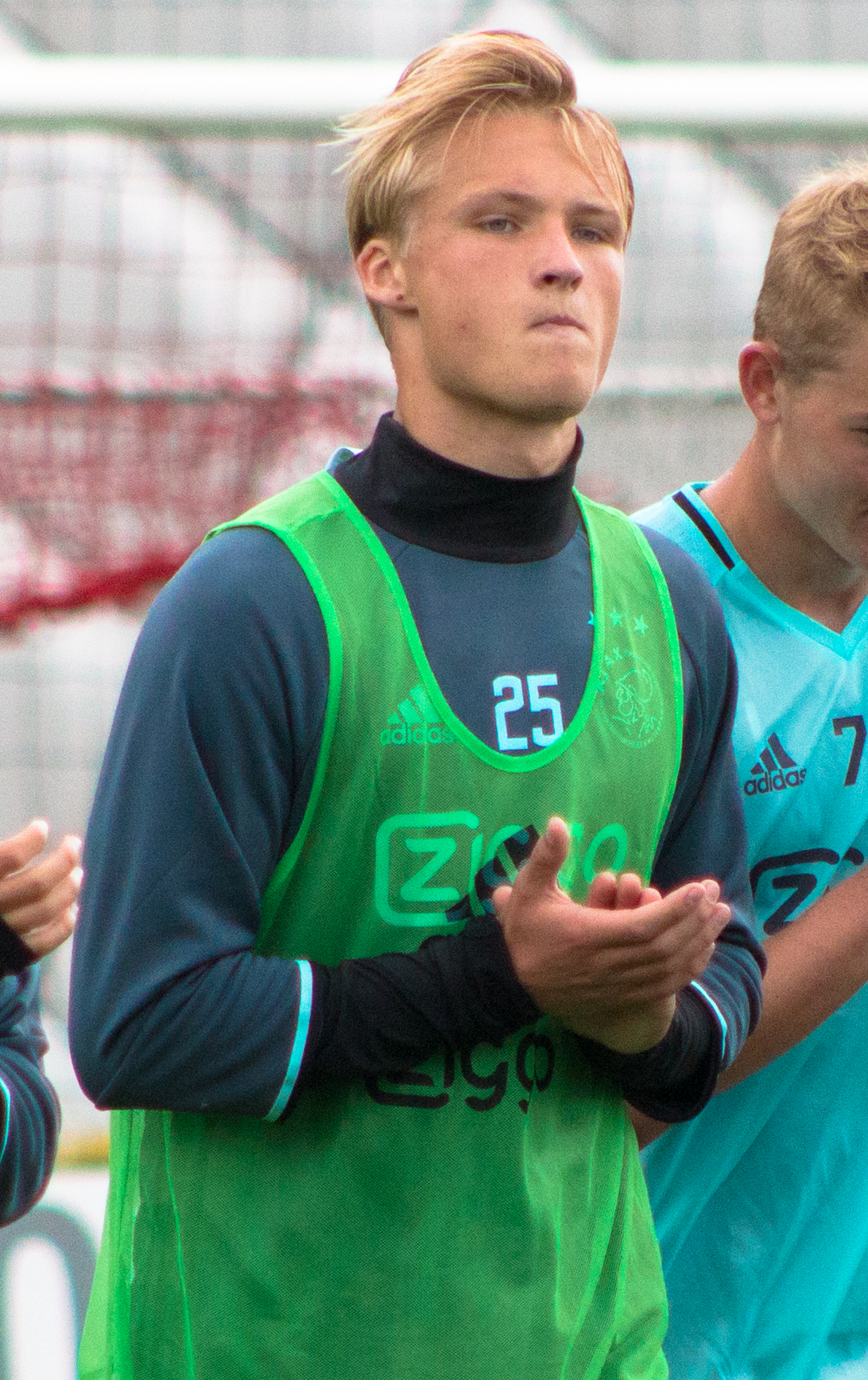
Kasper Dolberg scoorde op weg naar de finale zes Europese doelpunten.

Ajax startte zijn Europese campagne in de voorrondes van de Champions League. In de derde voorronde schakelde het PAOK Saloniki uit. Nadien werd het uit het kampioenenbal gewipt door FK Rostov. Ajax belandde daardoor in de groepsfase van de Europa League. Daarin maakte het met Standard Luik, Celta de Vigo en Panathinaikos deel uit van groep G. Ajax won op de eerste speeldag met 1–2 van Panathinaikos na een duel waarin in totaal drie spelers, waarvan één speler van Ajax (Hakim Ziyech), van het veld werden gestuurd. Door de zege kwamen de Amsterdammers meteen alleen aan de leiding. Ajax won vervolgens in de ArenA met 1–0 van Standard Luik en speelde 2–2 gelijk in Spanje tegen eerste achtervolger Celta de Vigo en bleef het ook na drie speeldagen alleen leider. In de terugronde boekte Ajax een belangrijke zege door voor eigen publiek met 3–2 te winnen van Celta. Ajax kwam 3–0 voor via Kasper Dolberg, Hakim Ziyech en Amin Younes. Invallers John Guidetti en Iago Aspas scoorden in het slot elk een keer voor Celta, maar Ajax hield stand en kon de zege veiligstellen. Daardoor was het na vier speeldagen al zeker van een plaats in de volgende ronde. In de laatste twee duels gaf Peter Bosz enkele jongeren speelminuten. Zo maakten tegen Panathinaikos onder meer Matthijs de Ligt en Abdelhak Nouri hun Europees debuut voor Ajax. De Amsterdammers wonnen het duel met 2–0, via goals van Lasse Schöne en Kenny Tete, daardoor was het zeker van de groepswinst. Op de laatste speeldag speelde Ajax in een overbodig geworden wedstrijd 1–1 gelijk tegen Standard Luik. In de volgende ronde mocht het elftal van Peter Bosz het opnemen tegen Legia Warschau. De heenwedstrijd in Polen eindigde in een doelpuntloos gelijkspel nadat een geldig doelpunt van Davy Klaassen niet werd toegekend. Zijn schot werd achter de doellijn tegengehouden door de Poolse doelman, maar de scheidsrechters merkten het niet op. In de terugwedstrijd had Ajax aan één doelpunt van Nick Viergever genoeg om Legia uit te schakelen. In de achtste finale troffen de Amsterdammers met FC Kopenhagen een club die uit de groepsfase van de Champions League kwam. De Denen wonnen de heenwedstrijd met 2–1. Dolberg scoorde tegen zijn landgenoten het enige Ajax-doelpunt. Een week later klaarde het elftal van Bosz de klus door in de Arena met 2–0 te winnen. Bertrand Traoré profiteerde van een schot van Younes dat door doelman Robin Olsen gelost werd door de 1–0 binnen te koppen. Net voor de rust vergrootte Dolberg de voorsprong door een gekregen strafschop te benutten. Na de pauze kwam de Deense spits van Ajax nog dicht bij 3–0, maar zijn pogingen strandden op de paal en Olsen. Door de zege mocht Ajax in de kwartfinale tegen Schalke 04 spelen. De Duitse club kwam er in de heenwedstrijd in de Arena niet aan te pas. Ajax won overtuigend met 2–0 dankzij twee treffers van aanvoerder Davy Klaassen. De middenvelder benutte voor de rust een strafschop en vergrootte de voorsprong na de pauze door een voorzet van Justin Kluivert in één keer voorbij doelman Ralf Fährmann te trappen. In de terugwedstrijd kende Ajax meer problemen. De Duitsers dwongen via goals van Leon Goretzka en Guido Burgstaller 'n verlenging af. Doordat Joël Veltman in de 80e minuut met rood werd weggestuurd en Schalke al na enkele minuten in de eerste verlenging op 3–0 kwam, leek een uitschakeling onvermijdelijk. In de tweede verlenging maakte Nick Viergever echter in de kluts 3–1. Door het uitdoelpunt was het plots Schalke dat virtueel uitgeschakeld was. In de slotseconden stelde Amin Younes de kwalificatie veilig door de 3–2 met een lage schuiver voorbij Fährmann te trappen. In de halve finale was Olympique Lyon de tegenstander. De Franse club kwam net als Kopenhagen uit de groepsfase van het kampioenenbal. Ajax won de heenwedstrijd overtuigend met 4–1. De Amsterdammers domineerden de wedstrijd en kwamen via Traoré (2x), Dolberg en Younes vier keer tot scoren. Mathieu Valbuena scoorde na een uur het enige Franse doelpunt. In de terugwedstrijd deed Ajax een gouden zaak door al in de eerste helft een belangrijk uitdoelpunt te scoren. Desondanks kwam Lyon nog terug in de wedstrijd. Vlak voor de rust zette Alexandre Lacazette Lyon met een strafschop en 'n binnentikker op voorsprong. In het slot van de wedstrijd kwam Ajax met tien man te staan door de met rode kaart weggestuurde Nick Viergever en wist Lyon nog te scoren via Rachid Ghezzal. Ajax hield stand en plaatste zich ondanks de nederlaag voor de finale.

### Manchester United

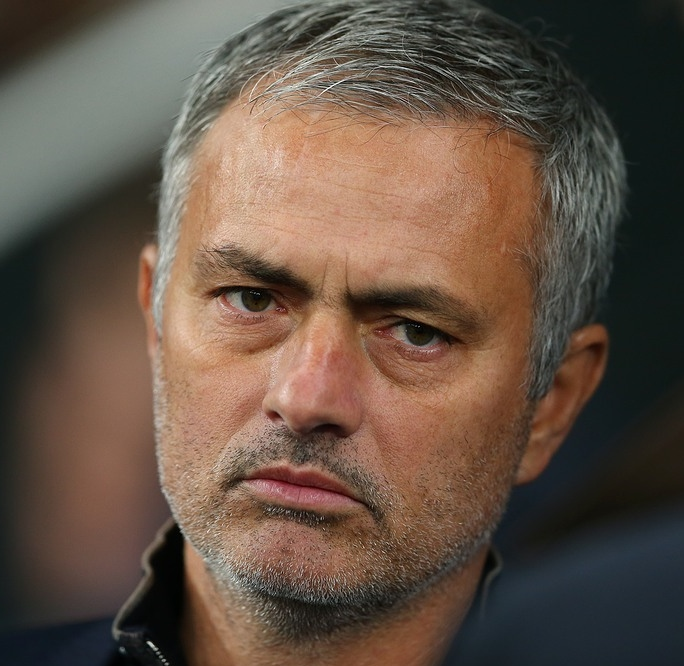
Coach José Mourinho won de trofee voor de tweede keer.

Manchester United begon de groepsfase van de Europa League met een nederlaag op het veld van Feyenoord. Ook in de daaropvolgende thuiswedstrijd tegen het Oekraïense Zorja Loehansk had de Engelse club het moeilijk. United won uiteindelijk met het kleinste verschil na een doelpunt van Zlatan Ibrahimović in de 69e minuut. Een maand later won het team van coach José Mourinho op Old Trafford overtuigend met 4–1 van groepsleider Fenerbahçe. Dankzij goals van Paul Pogba (2x), Anthony Martial en Jesse Lingard sprongen de Engelsen naar de eerste plaats in groep A. Die gunstige positie werd een speelronde later weer uit handen gegeven. Fenerbahçe nam voor eigen supporters sportieve revanche en versloeg United met 2–1. De Turken kwamen op het uur 2–0 voor, in het slot van de wedstrijd kon Wayne Rooney nog een aansluitingstreffer scoren. Door de nederlaag zakte United terug naar de derde plaats. Op de voorlaatste speeldag deden de Engelsen een gouden zaak door voor eigen supporters met 4–0 te winnen van concurrent Feyenoord. Door de treffers van Rooney, Juan Mata, Lingard en een eigen doelpunt van Feyenoord-doelman Brad Jones wipte United over de Rotterdammers naar de tweede plaats. Op de slotspeeldag verzekerde het elftal van Mourinho zich van de kwalificatie door ook het tweede duel tegen Zorja Loehansk te winnen. In Odessa werd het 0–2 na goals van Henrich Mchitarjan en Ibrahimović. Doordat ook Fenerbahçe zijn slotwedstrijd won, bleef United op de tweede plaats hangen in Groep A. In de volgende ronde kenden de Engelsen minder problemen. Tegenstander Saint-Étienne werd al in de heenwedstrijd zo goed als uitgeschakeld. United won op Old Trafford met 3–0 na een hattrick van Ibrahimović. De overbodig geworden terugwedstrijd werd ondanks de uitsluiting van Eric Bailly met het kleinste verschil gewonnen door een vroege goal van Mchitarjan. In de 1/8 finale mocht United het opnemen tegen FK Rostov. De Russische club kwam uit de groepsfase van de Champions League en bleek een taaiere tegenstander te zijn dan Saint-Étienne. In de heenwedstrijd in Rusland raakte United niet verder dan een gelijkspel. Opnieuw Mchitarjan bracht zijn elftal op voorsprong, maar via Aleksandr Boecharov kwam Rostov na de pauze weer op gelijke hoogte. In de terugwedstrijd in Manchester had United genoeg aan een doelpunt van Mata om door te stoten. De Spanjaard tikte aan de tweede paal een hakbal van ploeggenoot Ibrahimović binnen. In de kwartfinale was Anderlecht de tegenstander. United domineerde de eerste helft en kwam opnieuw via Mchitarjan op voorsprong. In de slotminuten gaven de Engelsen de goede uitgangspositie nog uit handen. Leander Dendoncker kopte een voorzet hard binnen en sleepte zo een gelijkspel uit de brand voor zijn team. In de terugwedstrijd bracht Mchitarjan het elftal van Mourinho voor de vierde keer in vijf Europese wedstrijden op voorsprong. Anderlecht bracht nog in de eerste helft de score opnieuw in balans via een goal van Sofiane Hanni. In de tweede helft vergaten Marcus Rashford en Ibrahimović, die uiteindelijk met een zware knieblessure zou uitvallen, de kansen af te maken, waardoor er verlengingen kwamen. Daarin kregen beide teams kansen om te scoren. Uiteindelijk was het Rashford die voor de beslissing zorgde. De negentienjarige aanvaller draaide zich in het strafschopgebied vrij en trapte de bal met links voorbij Anderlechtdoelman Rubén Martínez. Ook in de halve finale tegen Celta de Vigo was Rashford doeltreffend. In de heenwedstrijd in Spanje scoorde hij na 67 minuten het enige doelpunt door een vrijschop binnen te krullen. In de terugwedstrijd bracht Marouane Fellaini de thuisploeg op voorsprong door een diepe bal van Rashford binnen te koppen. In het slot kwam Celta de Vigo nog op gelijke hoogte via Facundo Roncaglia. De wedstrijd ontspoorde nadien door een knokpartij tussen de spelers van beide teams. Zowel Bailly als Roncaglia kreeg rood. Ander Herrera zag in de toegevoegde tijd nog een doelpunt afgekeurd worden. Het bleef uiteindelijk 1–1, waardoor United naar de finale mocht.

## Wedstrijd

### Wedstrijddetails
|                         |      |                          |                   |                                                                                    |
| 24 mei 2017 20:45 UTC+2 | Ajax | 0 – 2                    | Manchester United | Friends Arena, Solna Toeschouwers: 46.961 Scheidsrechter: Damir Skomina (Slovenië) |
| 24 mei 2017 20:45 UTC+2 |      | 18' Pogba 48' Mchitarjan |                   | Friends Arena, Solna Toeschouwers: 46.961 Scheidsrechter: Damir Skomina (Slovenië) |

| Ajax | Man United |

| Ajax:          |    |                   |         |
|                |    |                   |         |
| GK             | 24 | André Onana       |         |
| RB             | 3  | Joël Veltman      | 58'     |
| CB             | 5  | Davinson Sánchez  |         |
| CB             | 36 | Matthijs de Ligt  |         |
| LB             | 4  | Jaïro Riedewald   | 78' 81' |
| DM             | 20 | Lasse Schöne      | 70'     |
| CM             | 10 | Davy Klaassen     |         |
| CM             | 22 | Hakim Ziyech      |         |
| RW             | 9  | Bertrand Traoré   |         |
| CF             | 25 | Kasper Dolberg    | 62'     |
| LW             | 11 | Amin Younes       | 64'     |
| Wisselspelers: |    |                   |         |
| GK             | 33 | Diederik Boer     |         |
| DF             | 2  | Kenny Tete        |         |
| DF             | 16 | Heiko Westermann  |         |
| MF             | 21 | Frenkie de Jong   | 81'     |
| MF             | 30 | Donny van de Beek | 70'     |
| FW             | 45 | Justin Kluivert   |         |
| FW             | 7  | David Neres       | 62'     |
| Coach:         |    |                   |         |
| Peter Bosz     |    |                   |         |

| Manchester United: |    |                     |         |
|                    |    |                     |         |
| GK                 | 20 | Sergio Romero       |         |
| RB                 | 25 | Antonio Valencia    |         |
| CB                 | 12 | Chris Smalling      |         |
| CB                 | 17 | Daley Blind         |         |
| LB                 | 36 | Matteo Darmian      |         |
| CM                 | 21 | Ander Herrera       |         |
| CM                 | 6  | Paul Pogba          |         |
| RW                 | 8  | Juan Mata           | 78' 90' |
| AM                 | 27 | Marouane Fellaini   | 52'     |
| LW                 | 22 | Henrich Mchitarjan  | 31' 74' |
| CF                 | 19 | Marcus Rashford     | 84'     |
| Wisselspelers:     |    |                     |         |
| GK                 | 1  | David de Gea        |         |
| DF                 | 4  | Phil Jones          |         |
| FW                 | 10 | Wayne Rooney        | 90'     |
| FW                 | 11 | Anthony Martial     | 84'     |
| MF                 | 14 | Jesse Lingard       | 74'     |
| MF                 | 16 | Michael Carrick     |         |
| DF                 | 24 | Timothy Fosu-Mensah |         |
| Coach:             |    |                     |         |
| José Mourinho      |    |                     |         |

Overige Europese Bekertoernooien: UEFA Champions League · UEFA Europa Conference League · UEFA Super Cup · Europacup I (Beker der Landskampioenen) · Europacup II (Beker der Bekerwinnaars) · UEFA Intertoto Cup